# Þórshöfn
Þórshöfn je malá rybářská vesnice na severovýchodě Islandu. Leží v zálivu Þistilfjörður na severním pobřeží poloostrova Langanes. Žije zde asi 380 obyvatel.[zdroj?]
Þórshöfn je administrativním centrem okresů Svalbarðshreppur a Langanesbyggð, v němž leží. Je zde celoročně provozované turistické centrum. Air Iceland pořádá na místní letiště sezónní lety z Akureyri a Reykjavíku.